# 巴彥游擊隊
巴彦游击队又稱巴彦反日游击队，是活动于巴彦、呼兰、绥化、庆城（庆安县）、铁力、东兴一带的一支抗日武装，1932年初由中國共產黨黨員张平洋（张甲洲）、张文藻等人組織，张平洋任队长。中共满洲省委派军委书记赵尚志到该武裝任参谋长。巴彦游击队人数一度發展至700多人，曾在呼兰附近切断滨北铁路以及短暫攻佔巴彦、东兴等县城。同年底，因在东兴之战中戰敗，游击队随即溃散。